# Шура (журнал)
«Шурa» или же «Шуро» (тат. شورا — Совет) — первый татарский литературный журнал, издававшийся в Оренбурге в 1908—1917 годах. Всего вышло 240 номеров.
Журнал «Шурa» был основан татарским поэтом Закиром Рамеевым. Свидетельство на издание журнала на татарском языке было выдано 13 декабря 1907 года оренбургским губернатором. Первый номер журнала вышел в январе 1908 года. Его редактором стал учёный и писатель Ризаитдин Фахретдинов. Он так отзывался об основании журнала: «Наконец наступили хоть сколько-нибудь светлые дни для российского народа. Немного стало свободнее дышать. Появилась возможность издавать печатные и литературные вещи на своем языке».
В журнале печатались многие известные татарские писатели и поэты. Помимо указанных выше З. Рамеева и Р. Фахретдинова среди таковых выделяется Шариф Камал. В журнале поднимались различные социальные вопросы, связанные с национальной политикой, религией, образованием.
Журнал сыграл большую роль в становлении и развитии татарского литературного языка.
Журнал выходил раз в две недели, был литературным, научным и историческим журналом, популярным среди мусульманских народов России.
Издание журнала было прекращено в декабре 1917 года.